# Crunomys
Crunomys (Thomas, 1897) è un genere di Roditori della famiglia dei Muridi.

## Descrizione

### Dimensioni
Al genere Crunomys appartengono roditori di piccole dimensioni, con lunghezza della testa e del corpo tra 98 e 122 mm e la lunghezza della coda tra 68 e 79 mm.

### Caratteristiche craniche e dentarie
Il cranio ha un rostro moderatamente allungato, una scatola cranica ampia e liscia e le arcate zigomatiche impiantate anteriormente davanti alle radici dei molari. Le creste sopra-orbitali sono assenti. I fori incisivi sono corti.
Sono caratterizzati dalla seguente formula dentaria:

### Aspetto
La pelliccia è corta e densa, cosparsa fittamente di piatti peli spinosi. Il corpo è tozzo, la testa è corta ed ampia. Gli occhi sono piccoli. Le orecchie sono piccole e rotonde. Le vibrisse sono lunghe. La coda è generalmente più corta della testa e del corpo ed è uniformemente ricoperta di corti peli. Gli arti posteriori sono corti, i piedi sono sottili, con le dita munite di artigli sottili e non ricurvi. Le femmine hanno probabilmente un paio di mammelle pettorali, un paio post-ascellari e due paia inguinali.

## Distribuzione
Questo genere è diffuso nelle Filippine e sull'Isola di Sulawesi.

## Tassonomia
Il genere comprende 4 specie.
- Crunomys celebensis
- Crunomys fallax
- Crunomys melanius
- Crunomys suncoides